# Endacusta major
Endacusta major är en insektsart som beskrevs av Lucien Chopard 1951. Endacusta major ingår i släktet Endacusta och familjen syrsor. Inga underarter finns listade i Catalogue of Life.